# Іл-76 в Антарктиці
Іл-76 в Антарктиці — перший переліт важкого транспортного літака Іл-76ТД з Москви до полярної станції «Новолазарєвська» в Антарктиді в лютому 1986 року.

## Історія

### Східний маршрут
Для цього перельоту було підготовлено модифікований важкий транспортний літак Іл-76ТД. Перший політ здійснений 17 листопада 1985 року. На серійну машину встановили додаткове навігаційне обладнання і розфарбували для польотів в Арктиці й Антарктиці.
Цей літак отримав ім'я «Антарктида». Бортовий номер: СРСР-76479.
18 лютого 1986 року Іл-76ТД «Антарктида» вирушив у перший політ до «сьомого континенту» за маршрутом Москва — Ленінград — Ларнака — Джибуті — Мапуту — станція «Молодіжна» — станція «Новолазарєвська».
Рівно через тиждень, 25 лютого 1986 року, транспортний літак вперше приземлився на сніжно-льодовому аеродромі в Антарктиді. Це була перша в світі висадка на лід важкого транспортного турбореактивного літака.
Літак доставив до Антарктиди 58 учасників 31-ї радянської антарктичної експедиції (РАЕ) і вивіз 59 учасників 30-ї РАЕ.
Командири екіпажів — льотчики Центрального управління міжнародних повітряних сполучень (ЦУМПС) Г. Александров, Ю. Головченко та Ю. Яковлєв. Керував перельотом головний штурман Міністерства цивільної авіації В. Кисельов.
4 березня 1986 року Іл-76ТД «Антарктида» повернувся до Москви.

### Західний маршрут

Артур Чилінгаров, один з керівників «західного» перельоту до Антарктиди. Фото серпня 2009 року

У 1989 році літак Іл-76МД (бортовий номер СРСР-76822) відкрив новий, західний маршрут до Антарктиди.
Екіпаж заслуженого льотчика-випробувача СРСР Станіслава Близнюка вперше виконав переліт на льодовий континент по маршруту Москва — Гандер (о. Ньюфаундленд) — Монреаль — Міннеаполіс — Маямі — Гавана — Ліма — Буенос-Айрес — Пунта-Аренас — авіабаза ВПС Чилі «Родольфо Марч Мартін» на антарктичному острові Кінг-Джордж поблизу радянської антарктичної станції «Беллінсгаузен».
Зворотний маршрут: Пунта-Аренас — Буенос-Айрес — Сальвадор — острів Сал — Париж — Прага — Москва.
Найскладнішим у цьому перельоті стала посадка на ґрунтову, галькову, засніжену злітно-посадкову смугу на острові Кінг-Джордж довжиною всього 1265 метрів, в той час, коли для важкого Іл-76МД у подібних умовах була потрібна смуга, довжиною, як мінімум, 1500 метрів.
Щоб скоротити пробіг при посадці, екіпаж включив реверс двох внутрішніх двигунів у момент торкання смуги, двох зовнішніх — відразу після торкання на пробігу. Також була використана вся механізація крила, відкриті бічні двері (як гальмівних щитків), знижений тиск всіх коліс шасі.
«Західним» перельотом керували відомий полярник, вчений-океанолог, Герой Радянського Союзу Артур Чилінгаров і заступник Головного конструктора ВАТ «Іл» Н. Таликов.

### Значення
Дані польоти отримали високу оцінку фахівців і дозволили значно скоротити час доставки радянських експедицій на антарктичні станції, а також збільшити тривалість і ефективність робіт з вивчення далекого льодового материка. Планові польоти літаків Іл-76ТД та Іл-76МД до Антарктиди тривали до 1991 року.